# Torsten Viertel
Torsten Viertel (* 16. September 1966) ist ein ehemaliger deutscher Fußballspieler. In der höchsten Spielklasse des DDR-Fußballs, der Oberliga, spielte er für die BSG Sachsenring Zwickau. Nach der Wende stand er für die Zwickauer auch in der 2. Bundesliga auf dem Feld.

## Sportliche Laufbahn
Zunächst im Nachwuchs des FC Karl-Marx-Stadt ausgebildet und dort dann für die 2. Mannschaft in der Karl-Marx-Städter Bezirksliga aktiv, schaffte der defensive Mittelfeldspieler bei der BSG Aktivist Schwarze Pumpe als Stammkraft im Spieljahr 1986/87 in der zweitklassigen Liga den Sprung in den überregionalen Männerfußball des ostdeutschen Teilstaates. Im Sommer 1988 tauchte der gelernte Mechaniker im Erstligakader des Oberligaaufsteigers Sachsenring Zwickau als Neuzugang von der BSG Aufbau dkk Krumhermersdorf auf. Im Spieljahr 1988/89, das für die Westsachsen mit dem Abstieg endete, bestritt Viertel 24 der möglichen 26 Punktspiele und erzielte einen Treffer. Bis zur Zusammenführung von ost- und westdeutschem Fußball im Sommer 1991 war er mit den Zwickauern in zwei Spielzeiten in der zweithöchsten Spielklasse des DFV am Ball. In der letzten eigenständigen Saison des ostdeutschen Zweitligafußballs konnte der Sachsenring-Nachfolger FSV in der Staffel B den 1. Platz erringen, scheiterte aber in der Qualifikationsrunde zur 2. Bundesliga.
Nach drei Spielzeiten in der auf dem Gebiet der früheren DDR im Sommer 1991 neu eingeführten drittklassigen NOFV-Amateur-Oberliga gelang Viertel mit dem FSV am Ende der Saison 1993/94 der Aufstieg in die 2. Bundesliga. Dort konnten sich die Zwickauer vier Jahre behaupten und Viertel kam in 71 Partien zum Einsatz. Nach dem Abstieg war der Mittelfeldakteur noch zwei Saisons in der vier Jahre zuvor eingeführten drittklassigen Regionalliga für den FSV aktiv.